# Tue-moi
Pour les articles homonymes, voir Tue-moi (homonymie).

Tue-moi est un album musical de Dan Bigras lancé en 1992.

## Titres
1. Monica-la-mitraille
2. Tue-moi
3. Hymne à la nuit
4. Pourquoi tu veux
5. Bête humaine
6. Le vent bleu
7. On s'est
8. Marie Raspberry
9. Avec le temps
10. Tue-moi (version allongée)

## Musiciens
- Piano et Hammond B-3 : Dan Bigras
- Guitares : Éric Rock (#1, 2, 3, 9), Paule Magnan (#2, 8) et John McGale (#5, 6, 7)
- Cuivres : Dan Martel Quartet (Dan Martel, Kelsley Grant, Benoit Glazer, et sax ténor de Toronto)
- Harmonica : Jim Zellers

## Crédits
- Musiques: Dan Bigras sauf Avec le temps Léo Ferré et Tue-moi Frank Langolff.
- Paroles: Christian Mistral sauf Gilbert Langevin pour Le vent bleu, Sylvie Massicotte L'Hymne à la nuit, Léo Ferré Avec le temps et Tue-moi Frank Langolff.
- Voix superposées : Isabelle Boulay, Luce Dufault, Dan Bigras, Lulu Hughes, Nanette Workman, Steven De Carlo, Paule Magnan
- Programmation : Jean-Pierre Limoges et Dan Bigras
- Réalisation : Dan Bigras
- Arrangements : Dan Bigras et Jean-Pierre Limoges
- Arrangements vocaux : Dan Bigras
- Enregistré par Frédéric Salter depuis le Studio Multison
- Mixé par Dan Bigras, Jacques Bigras et Frédéric Salter depuis le Studio Multison
- Gravure : S.N.B.
- Producteurs : Jamil et Dan Bigras
- Production : les Disques Leïla
- Remerciements : Raymond Duberger, Pierre Flynn, Steve Faulkner, Lorraine Levasseur, Marie-Chantal, Nanette

## Conception de la pochette
- Photographies : Stéphane Bigras pour Lézards Visuels Limitée
- Graphisme : Marc Lanthier Design Communications Inc.